# Championnat de Maurice de football 2007-2008
Navigation
Saison précédente Saison suivante
La saison 2007-2008 de Barclays League est la soixante-cinquième édition de la première division mauricienne. Les douze meilleures équipes du pays s'affrontent en matchs aller et retour au sein d'une poule unique. 
L'Olympique de Moka déclara forfait le 31 janvier 2008, à la suite d'une défaite 15-0 face à Pamplemousses SC, après la douzième défaite et sans point. Cela entraîne ainsi un championnat disputé à onze et l'Olympique de Moka est rétrogradé en D2 mais cela a pour conséquence que la saison suivante se disputera qu'à onze et non à douze.
C'est le club de Curepipe Starlight SC qui a été sacré champion de Maurice pour la deuxième fois de son histoire. Le club de Curepipe, termine en tête du classement final du championnat, avec sept points d'avance sur Pamplemousses SC et huit sur l'AS Port-Louis 2000.

Curepipe Starlight SC se qualifie pour la Ligue des champions de la CAF 2009.

## Les équipes participantes
| - Curepipe Starlight SC - Pamplemousses SC - AS Port-Louis 2000 - Savanne SC - US Beau-Bassin/Rose Hill - AS Rivière du Rempart | - AS de Vacoas-Phoenix - Olympique de Moka - Petite Rivière Noire SC - Pointe-aux-Sables Mates - Bolton City (Roche-Bois) - Promu de D2 - Étoile de l'Ouest (Bambous) - Promu de D2 |

## Classement
Le classement est établi sur le barème de points classique (victoire à 3 points, match nul à 1, défaite à 0).
| Rang | Équipe                          | Pts | J  | G  | N | P  | Bp | Bc | Diff |
| ---- | ------------------------------- | --- | -- | -- | - | -- | -- | -- | ---- |
| 1    | Curepipe Starlight SC (T) (C)   | 44  | 20 | 13 | 5 | 2  | 41 | 17 | +24  |
| 2    | Pamplemousses SC                | 37  | 20 | 11 | 4 | 5  | 39 | 15 | +24  |
| 3    | AS Port-Louis 2000              | 36  | 20 | 11 | 3 | 6  | 27 | 13 | +14  |
| 4    | Savanne SC                      | 28  | 20 | 8  | 4 | 8  | 29 | 25 | +4   |
| 5    | Petite Rivière Noire SC         | 28  | 20 | 6  | 9 | 5  | 29 | 27 | +2   |
| 6    | Pointe-aux-Sables Mates         | 25  | 20 | 6  | 7 | 7  | 22 | 24 | -2   |
| 7    | US Beau-Bassin/Rose Hill        | 24  | 20 | 5  | 9 | 6  | 21 | 24 | -3   |
| 8    | Étoile de l'Ouest (Bambous) (P) | 23  | 20 | 7  | 2 | 11 | 21 | 40 | -19  |
| 9    | AS de Vacoas-Phoenix            | 20  | 20 | 4  | 8 | 8  | 23 | 23 | 0    |
| 10   | AS Rivière du Rempart           | 20  | 20 | 4  | 8 | 8  | 23 | 29 | -6   |
| 11   | Bolton City (Roche-Bois) (P)    | 13  | 20 | 2  | 7 | 11 | 16 | 54 | -38  |
| 12   | Olympique de Moka               | 0   | 12 | 0  | 0 | 12 | 2  | 52 | -50  |

| Légende : Qualifications et relégations | Légende : Qualifications et relégations                                                       |
| --------------------------------------- | --------------------------------------------------------------------------------------------- |
|                                         | Qualification pour la Ligue des champions de la CAF 2009                                      |
|                                         | Qualification pour la Coupe de la confédération 2009                                          |
|                                         | Club exclu                                                                                    |
|                                         | (T) : Tenant du titre (P) : Promu de deuxième division (C) : Vainqueur de la Coupe de Maurice |

## Bilan de la saison
| Championnat de Maurice de football 2007-2008 |                                  |
| Champion                                     | Curepipe Starlight SC (2e titre) |
| Coupes et trophées                           |                                  |
| Vainqueur de la Coupe de Maurice 2007-2008   | Curepipe Starlight SC            |
| Qualifications continentales                 |                                  |
| Ligue des champions de la CAF 2009           | Curepipe Starlight SC            |
| Coupe de la confédération 2009               | AS Vacoas-Phoenix                |
| Promotions et relégations                    |                                  |
| Promus en Barclays League                    | Sodnac Quatre-Bornes United      |
| Relégués en First League                     | Bolton City (Roche-Bois)         |
| Relégués en First League                     | Olympique de Moka                |